# Sisklipos
Sisklipos (gr. Σύσκληπος, tur. Akçiçek) – wieś na Cyprze, w dystrykcie Kirenia. Obecnie znajduje się w granicach Cypru Północnego.